# Пани, Жак
Жак Пани (фр. Jacques "Jack" Pani; род. 21 мая 1946, Труа) — французский легкоатлет, специалист по прыжкам в длину. Выступал за сборную Франции по лёгкой атлетике во второй половине 1960-х — начале 1970-х годов, чемпион Средиземноморских игр в Измире, победитель Кубка Европы, рекордсмен страны, участник летних Олимпийских игр в Мехико.

## Биография
Жак Пани родился 21 мая 1946 года в коммуне Труа департамента Об, Франция. 
Дебютировал в лёгкой атлетике на взрослом международном уровне в сезоне 1966 года, когда вошёл в основной состав французской национальной сборной и выступил на Европейских легкоатлетических играх в помещении в Дортмунде, где в прыжках в длину закрыл десятку сильнейших. В том же сезоне участвовал в чемпионате Европы в Будапеште, где в той же дисциплине стал одиннадцатым.
На Европейских легкоатлетических играх 1968 года в Мадриде занял пятое место. Благодаря череде удачных выступлений удостоился права защищать честь страны на летних Олимпийских играх в Мехико — показал в программе прыжков в длину результат 7,97 метра и занял с ним итоговое седьмое место.
После Олимпиады Пани остался в составе легкоатлетической команды Франции на ещё один олимпийский цикл и продолжил принимать участие в крупнейших международных соревнованиях. Так, в 1969 году он стал седьмым на чемпионате Европы в Афинах, тогда как на соревнованиях в Пюльверсайме установил свой личный рекорд и национальный рекорд Франции, прыгнув на 8,16 метра (этот рекорд впоследствии продержался 7 лет и был превзойдён в 1976 году Жаком Руссо).
В 1970 году в прыжках в длину победил на Кубке Европы в Стокгольме.
В 1971 году одержал победу на Средиземноморских играх в Измире и выступил на европейском первенстве в Хельсинки, где не смог квалифицироваться в финал.
В 1972 году был шестым на домашнем чемпионате Европы в помещении в Гренобле, выиграл серебряную медаль на чемпионате США. Находясь в числе лидеров французской национальной сборной, благополучно прошёл отбор на Олимпийские игры в Мюнхене, однако на старт здесь не вышел.